# 布拉德山
布拉德山（英語：Mount Blood），是南極洲的山峰，位於杜費克海岸，處於約翰斯通山東北面4.6公里的索梅羅冰川終點北面，由美國南極名稱諮詢委員命名，現時由南極條約體系管理。